# 2024年拉馬特沙龍卡車襲擊事件
當地時間2024年10月27日，以色列特拉維夫區拉馬特沙龍靠近格利洛特軍事基地和摩薩德總部附近，發生了一宗卡車衝撞襲擊事件，造成至少1人死亡，35人受傷。襲擊者隨後被當地武裝平民擊斃。

## 襲擊
事件發生於當地時間早上10點左右，地點位於阿哈倫·亞里夫大道的格利洛特交通交匯處巴士站，當時一輛巴士正在下客，大部分乘客為退休人士，準備前往附近博物館參觀。襲擊導致1人喪生，40人受傷，其中10人情況危殆。現場有8人被壓在車下。卡車駕駛者當場被一名平民擊斃，襲擊者後來被確認為來自以色列中央區加蘭蘇瓦的以色列阿拉伯人拉米·納斯拉拉·納圖爾。卡車所屬公司表示，納圖爾偏離原定路線前往襲擊現場。

## 後續
哈馬斯將此次事件稱為「英勇的衝撞襲擊」，表示這是針對「猶太復國主義佔領所犯下的罪行」的回應。巴勒斯坦伊斯蘭聖戰組織也對此表示支持。
以色列國家安全部長伊塔馬爾·本-格維爾隨後呼籲將納圖爾的家人驅逐出境。